# Зеленник білобровий
Зеле́нник білобровий (Chlorospingus pileatus) — вид горобцеподібних птахів родини Passerellidae. Мешкає в Коста-Риці і Панамі.

## Опис
Довжина птаха становить 13,5-14 см, вага 18-20 г. Виду не притаманний статевий диморфізм. Голова чорнувата, над очима білі "брови", горло сіре. Верхня частина тіла оливкова, нижня частина тіла жовта, живіт білий. У молодих птахів голова коричнювата, нижня частина тіла тьмяна, "брови" тьмяні, оливкові.

## Поширення і екологія
Білоброві зеленники мешкають в горах Коста-Рики і західної Панами. Вони живуть у вологих гірських тропічних лісах та у високогірних чагарникових заростях. Зустрічаються невеликими зграйками, на висоті від 1500 до 3000 м над рівнем моря. Часто приєднуються до змішаних зграй птахів. Живляться комахами, павуками і дрібними плодами. Гніздо чашоподібне, в кладці 2 рожевувато-коричневих яйця, поцяткованих білими плямками.